# 士林区

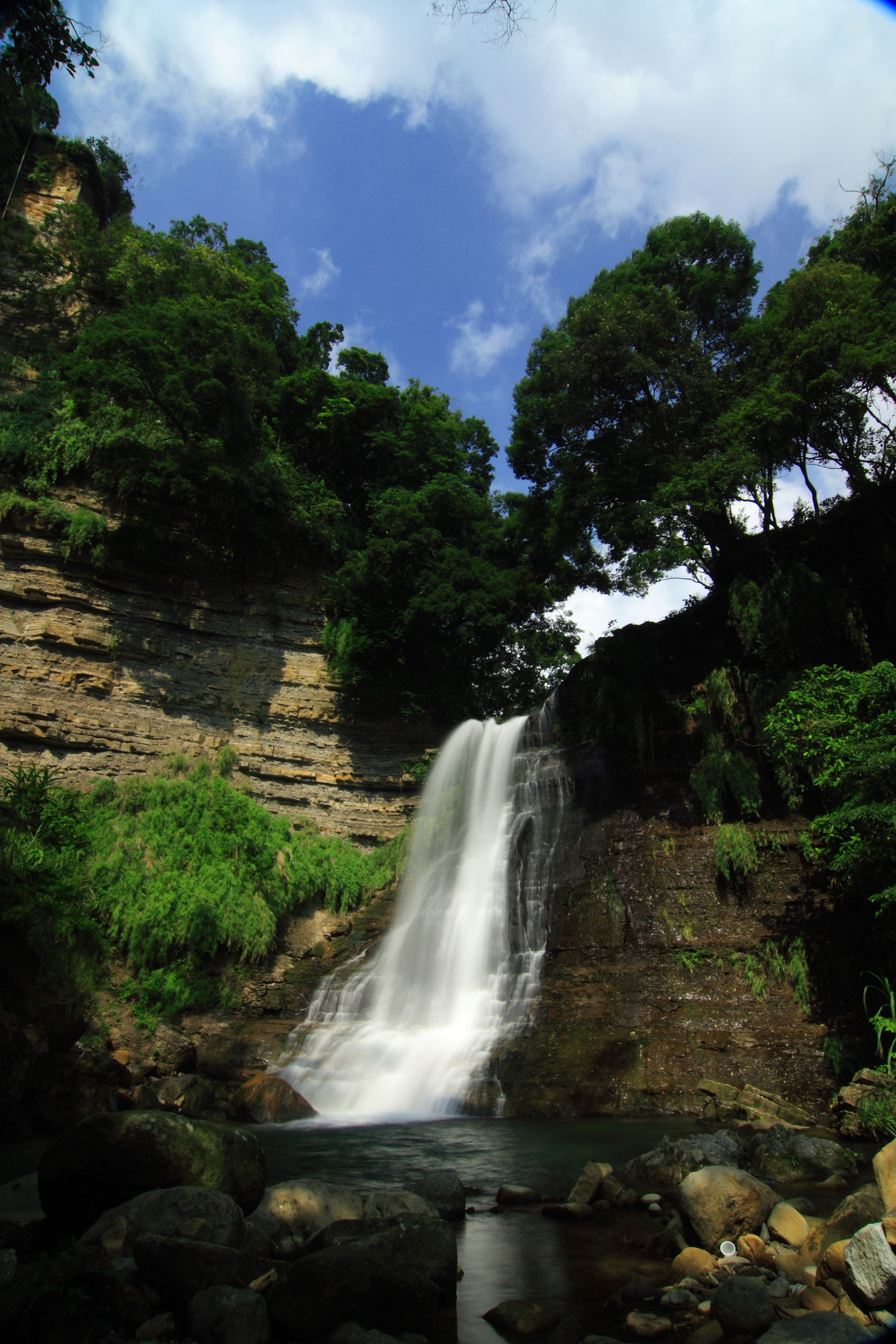
聖人瀑布

士林区（シーリン/しりん-く）は、台北市の市轄区。区内の陽明山は台北市民の週末レジャーの地として有名であり、台北捷運剣潭駅前に広がる士林夜市は台湾を代表する観光夜市として台湾国内のみならず、国外においても有名である。

## 地理
士林区の東北は大屯火山群により構成されており、七星山（1,209m）を最高峰とする山地になっている。東南には大崙山及び大直諸山が存在し、山間部が占める割合が大きい。

### 下部行政区域
| 地区   | 里                                                                             |
| ------ | ------------------------------------------------------------------------------ |
| 社子   | 福順里、富光里、葫芦里、葫東里、社子里、社新里、社園里、永倫里、福安里、富洲里 |
| 後港   | 後港里、福中里、前港里、百齢里、承徳里、福華里、明勝里                         |
| 街上   | 仁勇里、義信里、福林里、福徳里、福志里、旧佳里、福佳里                         |
| 蘭雅   | 徳行里、徳華里、忠誠里、蘭雅里、蘭興里                                         |
| 芝山岩 | 岩山里、名山里、聖山里、芝山里、東山里                                         |
| 天母   | 三玉里、天母里、天福里、天禄里、天寿里、天和里、天山里、天玉里                 |
| 陽明山 | 永福里、公館里、新安里、陽明里、菁山里、平等里、渓山里、翠山里、臨渓里         |

## 歴史
士林の旧称は八芝蘭林社である。これは平埔族の言葉で温泉を意味するPattsiranの音訳である。後に雅字を以って士林と呼ばれるようになった。

## 対外関係

### 姉妹都市･提携都市
- ロスアルトス（アメリカ合衆国 カリフォルニア州）
- ウォルナット（アメリカ合衆国 カリフォルニア州）
- 富山県射水市（日本国）

## 交通

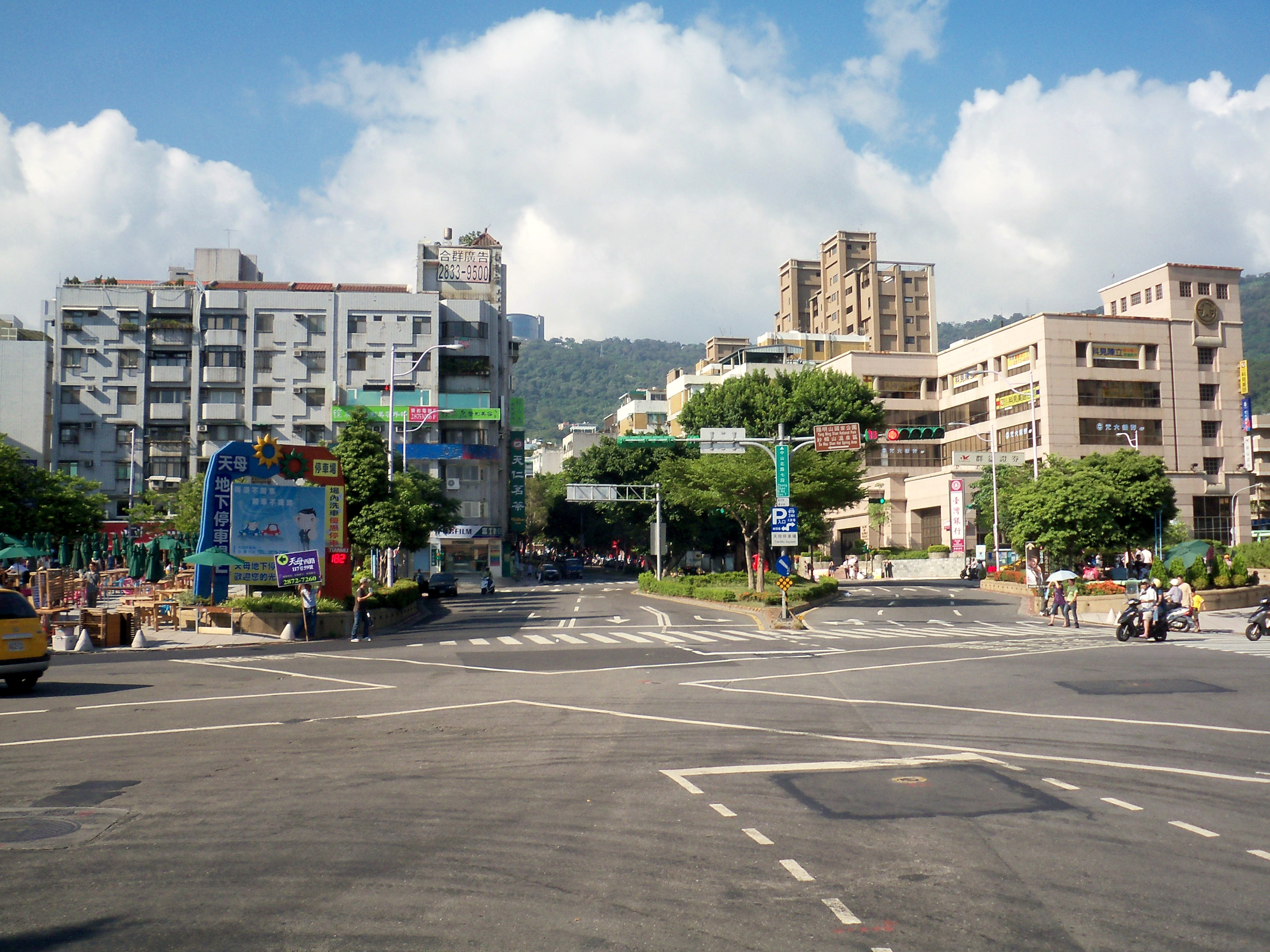
天母広場前の中山北路

| 種類     | 線名   | 駅またはIC等施設名称 |
| -------- | ------ | -------------------- |
| 台北捷運 | 淡水線 | 芝山駅 士林駅 剣潭駅 |
| 捷運     | 環状線 | 計画中               |

## 教育

### 大学
- 東呉大学
- 中国文化大学
- 銘伝大学
- 台北市立大学天母キャンパス
- 台北海洋科技大学士林キャンパス
- 国立陽明交通大学士林キャンパス

### 技術学院
- 台北海洋技術学院

### 高級専業学校
- 華岡芸術学校
- 士林高級商業専門学校

### 高級中学
- 台北市立陽明高級中学
- 台北市立百齡高級中学
- 私立泰北中学
- 私立衛理女子高級中学

### 国民中学
| - 台北市立士林国民中学 - 台北市立蘭雅国民中学 - 台北市立至善国民中学 - 台北市立格致国民中学 - 台北市立福安国民中学 - 台北市立天母国民中学 | - 私立台北欧洲学校 - 私立衛理女子高級中学附属国中部 - 台北市立百齡高級中学附属国中部 - 台北市立陽明高級中学附属国中部 - 私立華興中学附属国中部 - 台北日僑学校（日本人学校) |  |

### 国民小学
| - 台北市立双渓国民小学 - 台北市立士林国民小学 - 台北市立士東国民小学 - 台北市立福林国民小学 - 台北市立陽明山国民小学 - 台北市立社子国民小学 - 台北市立雨声国民小学 | - 台北市立富安国民小学 - 台北市立剣潭国民小学 - 台北市立渓山国民小学 - 台北市立平等国民小学 - 台北市立百齡国民小学 - 台北市立葫蘆国民小学 - 台北市立雨農国民小学 | - 台北市立天母国民小学 - 台北市立文昌国民小学 - 台北市立芝山国民小学 - 台北市立蘭雅国民小学 - 台北市立三玉国民小学 - 台北市立華興国民小学 - 台北日僑学校（日本人学校) |

### 幼稚園
| - 台北市立雨声国民小学付属幼稚園 - 台北市立士林国民小学付属幼稚園 - 台北市立士東国民小学付属幼稚園 - 台北市立富安国民小学付属幼稚園 - 台北市立社子国民小学付属幼稚園 - 台北市立剣潭国民小学付属幼稚園 - 台北市立陽明山国民小学付属幼稚園 - 台北市立葫蘆国民小学付属幼稚園 - 台北市立渓山国民小学付属幼稚園 - 台北市立芝山国民小学付属幼稚園 - 台北市立双渓国民小学付属幼稚園 - 台北市立雨農国民小学付属幼稚園 - 台北市立蘭雅国民小学付属幼稚園 - 台北市立福林国民小学付属幼稚園 - 台北市立文昌国民小学付属幼稚園 - 台北市立平等国民小学付属幼稚園 | - 台北市立百齡国民小学付属幼稚園 - 欣光幼稚園 - 幼心幼稚園 - 大慈幼稚園 - 天道幼稚園 - 十大幼稚園 - 育成幼稚園 - 求真幼稚園 - 日新幼稚園 - 忠義幼稚園 - 博仁幼稚園 - 現代私墊幼稚園 - 育強幼稚園 - 江慧幼稚園 - 蘭雅幼稚園 - 牧愛堂幼稚園 | - 華民幼稚園 - 聖徳幼稚園 - 海光幼稚園 - 何嘉仁幼稚園 - 愛光幼稚園 - 育新幼稚園 - 世霖幼稚園 - 泰安幼稚園 - 力群幼稚園 - 正音幼稚園 - 多多幼稚園 - 民華幼稚園 - 啓明学校幼稚園 - 奧爾仕幼稚園 - 啓智学校附幼 - 天鵝堡幼稚園 |

### 特殊学校
- 啓智学校
- 啓明学校

### 国際学校
- 台北日本人学校
- 台北アメリカンスクール（英語版）
- 台北ヨーロピアンスクール（英語版）

## 観光

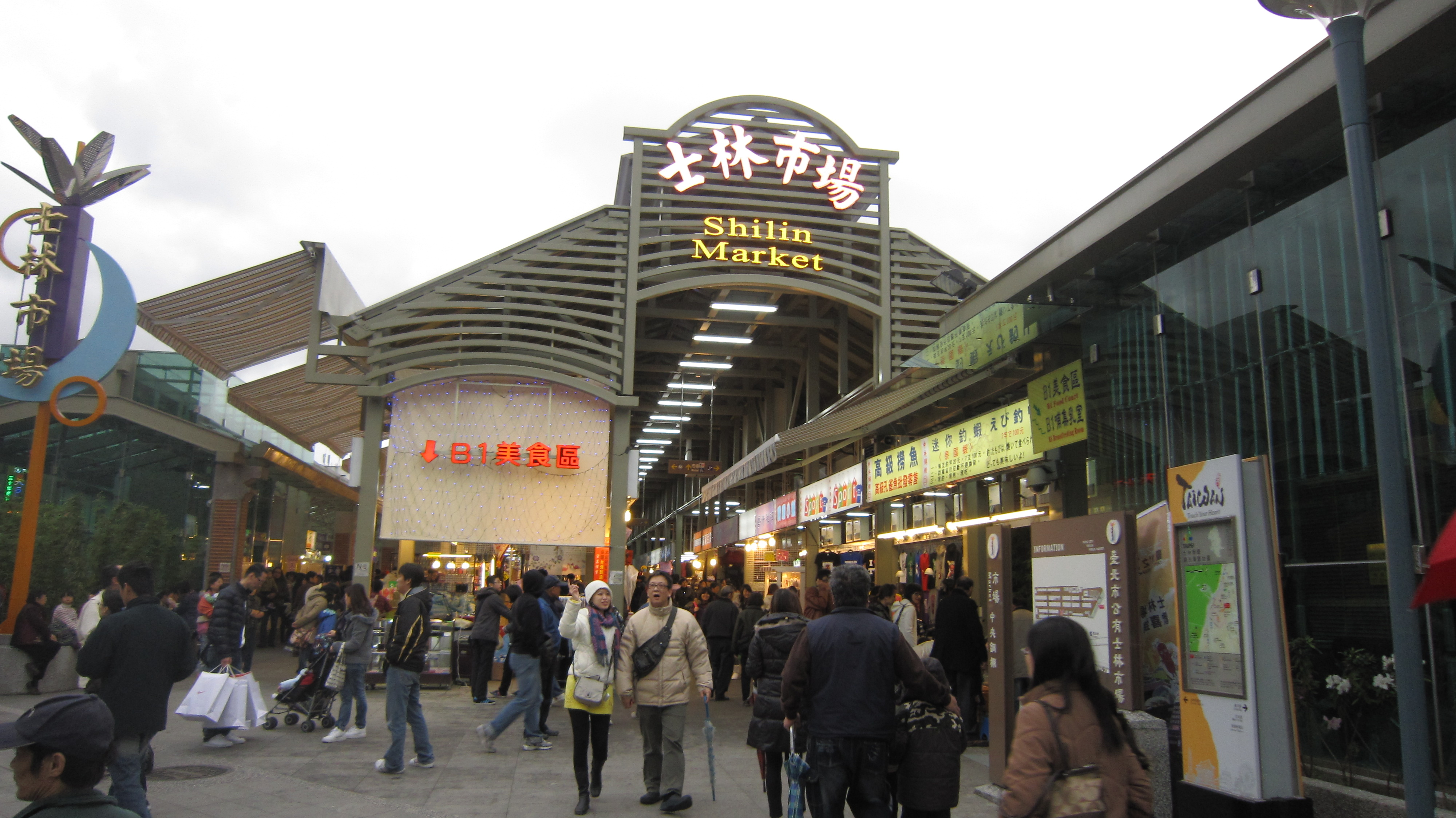
士林市場

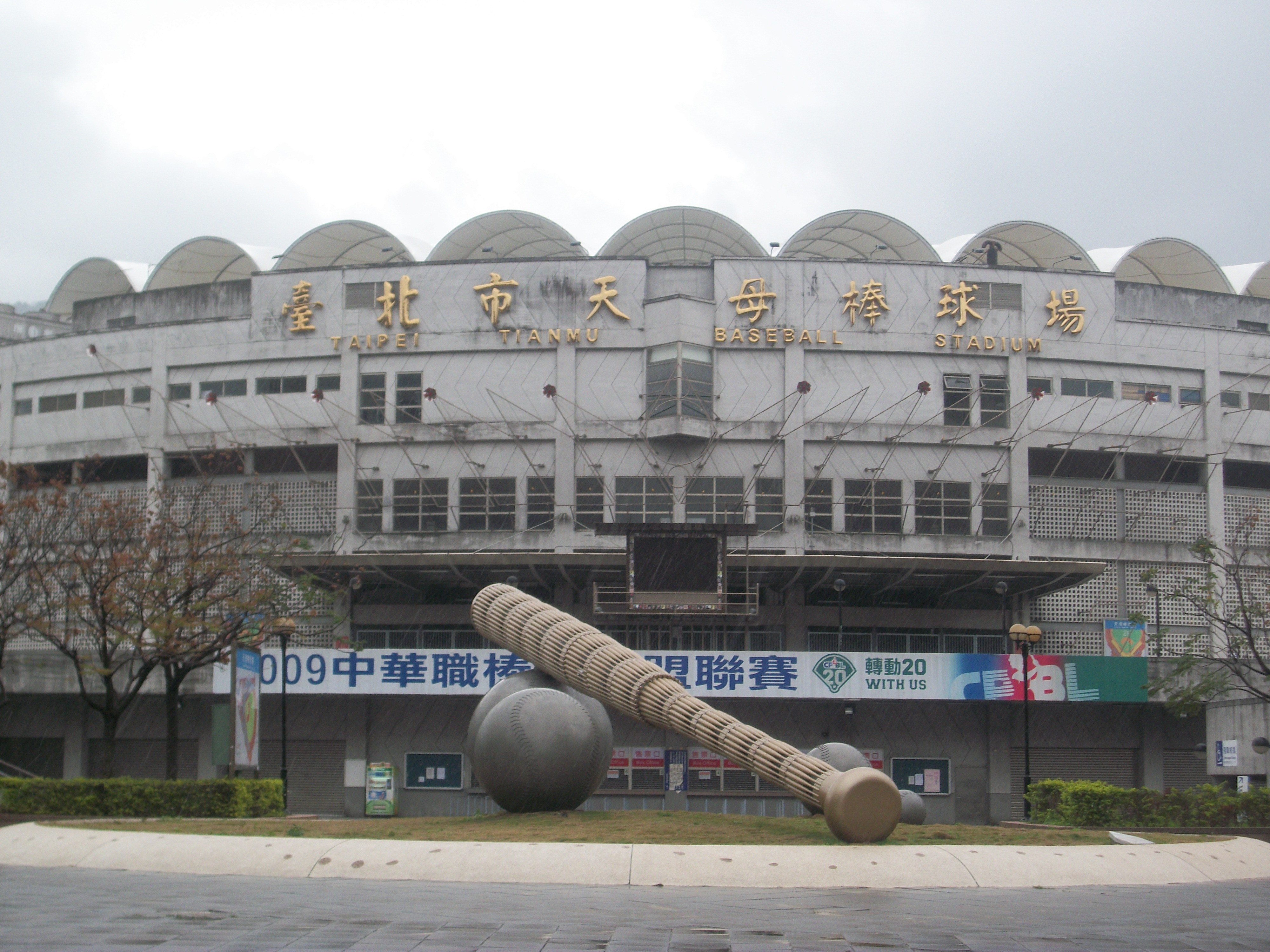
台北市立天母野球場

### 史跡
- 芝山岩遺跡（中国語版）
- 芝山岩隘門（中国語版）
- 芝山巌恵済宮（中国語版）
- 芝山巌事件の碑
- 士林慈諴宮（中国語版）
- 閻錫山故居（中国語版）
- 士林官邸（中国語版）（蔣介石宋美齢故居）
- 潘宮籌墓（中国語版）
- 草山御賓館（中国語版）
- 天母白屋（中国語版）
- 士林潘宅
- 士林市場
- 士林神農宮（中国語版）（芝蘭廟）

### その他
- 国立故宮博物院
- 士林夜市
- 天母地区
  - 台北市立天母野球場
- 郭元益お菓子博物館